# Sistema operativo

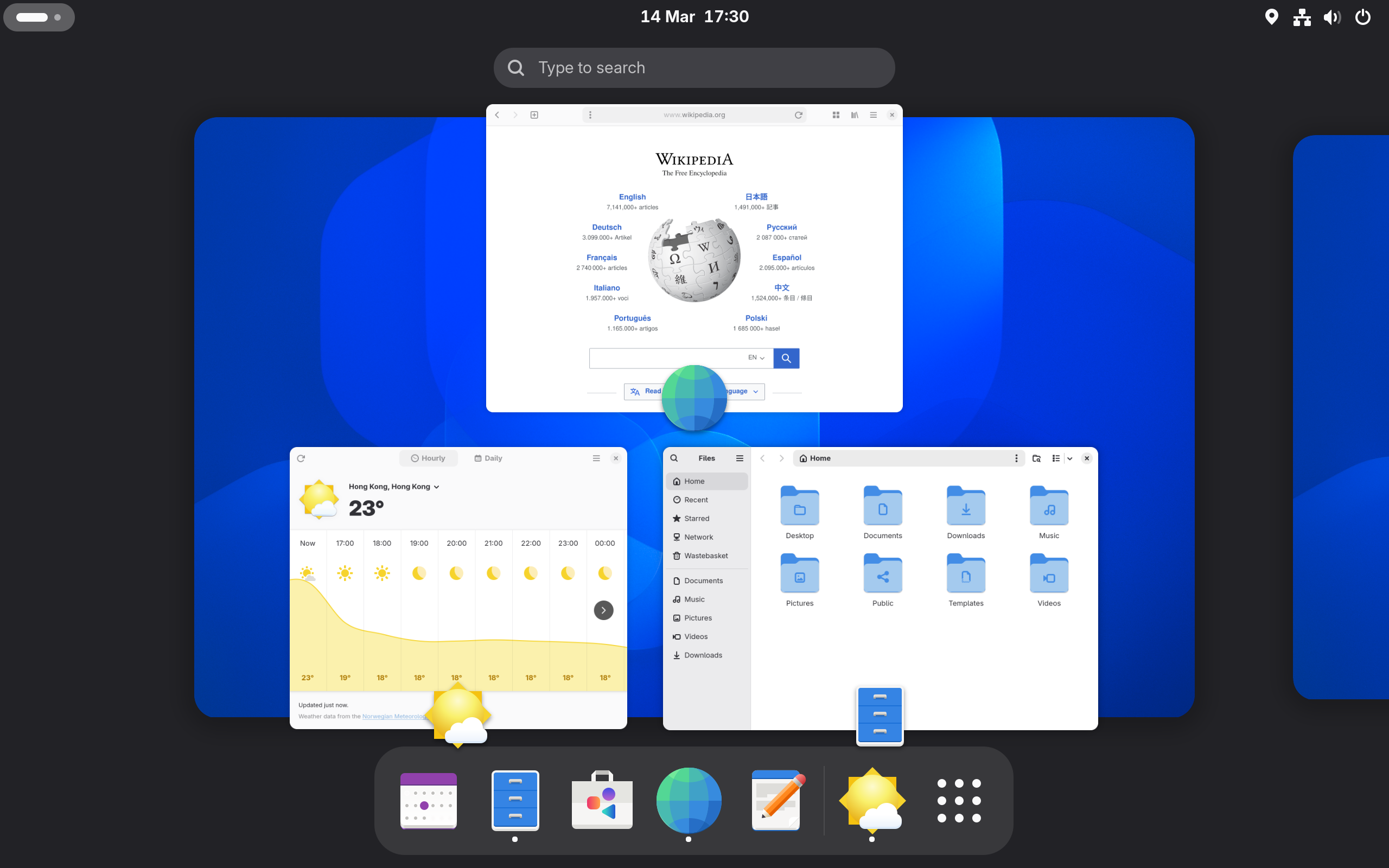
Desktop GNOME 46

Un sistema operativo (abbreviato in SO, in inglese OS), in informatica, è un software di base, detto anche piattaforma operativa (composto normalmente da più sottosistemi o componenti software: kernel, scheduler, file system, gestore della memoria, gestore delle periferiche, interfaccia utente e spooler di stampa), che gestisce le risorse hardware e software della macchina, fornendo servizi di base ai software applicativi; tra i sistemi operativi per computer desktop si citano Microsoft Windows, MacOS, le distribuzioni Linux, sistemi Unix-like, BSD e Chrome OS, mentre per i dispositivi mobili, quali smartphone e tablet, vi sono iOS, Android, HarmonyOS, Windows Phone, Sailfish OS, Symbian OS e KaiOS. Per il mondo server abbiamo Windows Server, IBM i, varie distribuzioni specifiche Linux, MacOS Server.

## Storia
La storia dei sistemi operativi descrive l'evoluzione durante tutto il periodo di sviluppo dei Computer o calcolatori elettronici. Essa si sviluppa parallela a fianco della storia del computer e, più in generale, della storia dell'informatica. In un periodo delimitabile tra il 1945 e il 1955 gli elaboratori elettronici erano ammassi di valvole termoioniche, occupavano intere stanze, erano lentissimi e così costosi che potevano permetterseli soltanto grossi centri di calcolo o Università o organizzazioni dotate finanziariamente. A partire dagli anni 1960 con lo sviluppo dei primi mainframe si resero necessari software per l'utilizzo che consentissero l'interfacciamento degli utenti con tali macchine, l'evoluzione si accelerò a partire dagli anni 1970, soprattutto con l'avvento degli home computer e dei personal computer.

## Descrizione

Schema a blocchi di esecuzione di un'applicazione fino all'hardware passando per il sistema operativo

Un sistema operativo è un insieme di software che fornisce all'utente una serie di comandi e servizi per usufruire al meglio della potenza di calcolo di un qualsivoglia elaboratore elettronico, spaziando dal più piccolo dei palmari al più potente tra i mainframe. I sistemi operativi nascondono tutti i dettagli tecnici legati allo specifico hardware e architettura rappresentando le informazioni ad un alto livello, meglio comprensibile dall'uomo.
Esso garantisce l'operatività di base di un calcolatore, coordinando e gestendo le risorse hardware di processamento (processore) e memorizzazione (memoria primaria), le periferiche, le risorse/attività software (processi) e facendo da interfaccia con l'utente, senza il quale quindi non sarebbe possibile l'utilizzo del computer stesso e dei programmi/software specifici, come applicazioni o librerie software.
È dunque un componente essenziale del sistema di elaborazione che funge da interfaccia tra l'utente e la macchina ed inoltre è una base alla quale si appoggiano gli altri software, che dunque dovranno essere progettati e realizzati in modo da essere riconosciuti e supportati da quel particolare sistema operativo. Assieme al processore, con cui spesso è strettamente legato, costituisce la cosiddetta piattaforma del sistema di elaborazione. In generale un sistema operativo può essere:
- monoutente, se un solo utente per volta può accedere alle risorse dell'elaboratore;
- multiutente, se più utenti possono accedere alle risorse dell'elaboratore che a sua volta può essere:
  - seriale, sequenzialmente uno per volta;
  - parallelo, ciascuno parallelamente agli altri;
- monotasking, se in grado di eseguire un solo compito o task (processo) alla volta:
- multitasking o multithreading, se in grado di svolgere più compiti o sottocompiti parallelamente attraverso una certa politica di scheduling (es. timesharing).
- portabile o meno su differenti architetture hardware di processori.

### Funzioni principali
Secondo una definizione più rigorosa, il sistema operativo è un insieme di funzioni e strutture dati responsabile: 
- del controllo e della gestione delle risorse di sistema (CPU e Memoria primaria) e delle componenti hardware che costituiscono il computer (processi di Input/Output da e verso le periferiche collegate al sistema)
- dell'esecuzione dei programmi (definiti entità passive) dai quali si ricavano i processi (detti entità attive), che vengono eseguiti, assegnandogli le necessarie risorse per l'avanzamento dei processi stessi.[1].

Se il sistema di elaborazione prevede la possibilità di memorizzazione aggiuntiva dei dati su memoria di massa, come accade nei computer general purpose, esso ha anche il compito di:
- gestire l'archiviazione e l'accesso ai file. I programmi possono gestire l'archiviazione dei dati su memoria di massa (ottenendo strutture complesse, come una base di dati), servendosi delle procedure messe a disposizione del sistema operativo. La componente del SO che si occupa di tutto ciò viene chiamata file system.

Infine, se è prevista interazione con l'utente, viene solitamente utilizzata allo scopo un'interfaccia software (grafica o testuale) per accedere alle risorse hardware (dischi, memoria, I/O in generale) del sistema. D'altra parte, un sistema operativo può essere utilizzato anche su una macchina che non preveda interazione diretta con un essere umano (per un esempio, vedi smart card o determinati sistemi embedded) spesso dunque più leggero e semplificato.
Solitamente un sistema operativo installato su computer fornisce anche degli applicativi di base per svolgere elaborazioni di diverso tipo.
Sebbene molte delle funzionalità sopraddette non siano spesso immediatamente visibili/percepibili dall'utente, l'importanza del sistema operativo di un calcolatore è cruciale: oltre alla necessità di gestione delle funzionalità di base sopraddette, al di là delle prestazioni massime offerte dall'hardware dell'elaboratore stesso, il sistema operativo determina di fatto efficienza e buona parte delle prestazioni effettive di funzionamento dell'intero sistema ad esempio in termini di latenze di processamento, stabilità, interruzioni o crash di sistema.

## Struttura
Un generico sistema operativo moderno si compone di alcune parti standard, più o meno ben definite.

### Kernel

Schema di Microkernel

Un kernel è un gruppo di funzioni fondamentali, strettamente interconnesse fra loro e con l'hardware, che vengono eseguite con il privilegio massimo disponibile sulla macchina: la modalità kernel designa proprio questo tipo di interazione; un kernel non è altro che un software che ha il compito di fornire ai moduli che compongono il sistema operativo e ai programmi in esecuzione sul computer le funzioni fondamentali ed un accesso controllato all'hardware, sollevandoli dai dettagli della sua gestione; esso fornisce dunque le funzionalità di base per tutte le altre componenti del sistema operativo, che assolvono le loro funzioni servendosi dei servizi che esso offre ed è dunque il motore o core di un sistema operativo. A seconda del tipo di sistema operativo il kernel può inglobare altre parti (kernel classico, monolitico o modulare) o fornire solo funzioni base delegando più funzioni possibile a oggetti/gestori esterni (microkernel). Un kernel tradizionale, ovvero monolitico e altri, integra invece dentro di sé la gestione della memoria virtuale, la cpu, lo scheduler e i gestori di file system, nonché i driver necessari per il controllo di tutte le periferiche collegate.
Quali funzioni sia opportuno che il kernel debba fornire e quali possano essere demandate a moduli esterni è oggetto di opinioni divergenti: se il kernel di un sistema operativo implementa soltanto un numero molto ristretto di funzioni, delegando il resto ad altre parti esterne dette server o moduli in comunicazione con il kernel stesso, si parla di microkernel. Il vantaggio di un siffatto sistema operativo è la maggiore semplicità del suo kernel, del suo sviluppo, la possibilità di cambiare facilmente i moduli e una certa tolleranza ai guasti in quanto se un modulo "crolla" (crash), solo la funzionalità del modulo s'interrompe, ed il sistema rimane funzionale e gestibile dall'amministratore (che può ad esempio ripristinare la funzionalità del modulo stesso); lo svantaggio è invece l'interazione più complessa e costosa fra kernel e le altre componenti del SO stesso, che spesso rallenta il sistema e/o lo rende meno stabile.
Questo tipo di kernel è più complesso da progettare, mantenere ed aggiornare, ma è anche più veloce, efficiente e stabile. Una sua evoluzione è costituita dai kernel "modulari", che mantengono al loro interno lo scheduler e i gestori di file system e memoria virtuale ma separano alcune funzioni non essenziali in moduli a sé stanti, da caricare in memoria solo in caso di effettivo uso della funzione o periferica di loro competenza.

Schema di kernel monolitico

Sulla distinzione fra microkernel e kernel monolitico di notevole interesse è il famoso dibattito fra Torvalds e Tanenbaum "LINUX is obsolete" che potete trovare su comp.os.minix al seguente collegamento.

### Scheduler

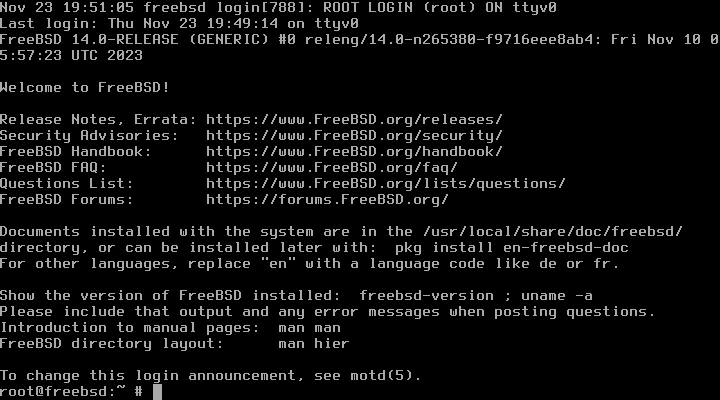
Schermata di FreeBSD, una distribuzione derivata di Unix

Lo scheduler è il componente fondamentale dei sistemi operativi multitasking, cioè quelli in grado di eseguire più processi contemporaneamente (va inteso simbolicamente. In realtà non c'è una gestione parallela dei processi ma avviene in sequenza, i tempi sono talmente brevi che all'utente sembrerà che i programmi vadano contemporaneamente). Lo scheduler si occupa di fare avanzare un processo interrompendone temporaneamente un altro, realizzando così un cambiamento di contesto (context switch). Generalmente computer con un processore sono in grado di eseguire un programma per volta, quindi per poter far convivere più task è necessario usare lo scheduler. Esistono vari algoritmi di scheduling che permettono di scegliere nella maniera più efficiente possibile quale processo far proseguire. I migliori scheduler hanno di complessità O(1).
I processi non hanno continuamente bisogno della CPU: a volte, anziché far eseguire istruzioni alla CPU, si mettono in attesa che arrivino dei dati da un file, o che l'utente prema un tasto della tastiera. Quindi si può, in linea di principio, usare questi tempi "morti" (di attesa) per far eseguire un altro programma. Quest'idea, sorta fin dai primi anni cinquanta, si concretizzò nei sistemi operativi multitasking, cioè dotati di uno scheduler che manda in esecuzione più processi (esecuzione di programmi), assegnando a turno la CPU ad ognuno e sospendendo l'esecuzione dei processi in attesa di un evento esterno (lettura/scrittura sulle memorie di massa, stampa, input utente ecc.) finché questo non si verifica. Dovendo ospitare in memoria centrale più processi nello stesso tempo, i sistemi multitask hanno bisogno di più memoria rispetto a quelli monotask: perciò questo tipo di sistemi operativi è quasi sempre dotato di un gestore di memoria virtuale. Inoltre, con più processi simultaneamente attivi, il controllo delle risorse hardware diventa una reale necessità e non è più possibile farne a meno. Esistono sostanzialmente due modi di implementare il multitasking: cooperative e preemptive multitasking.

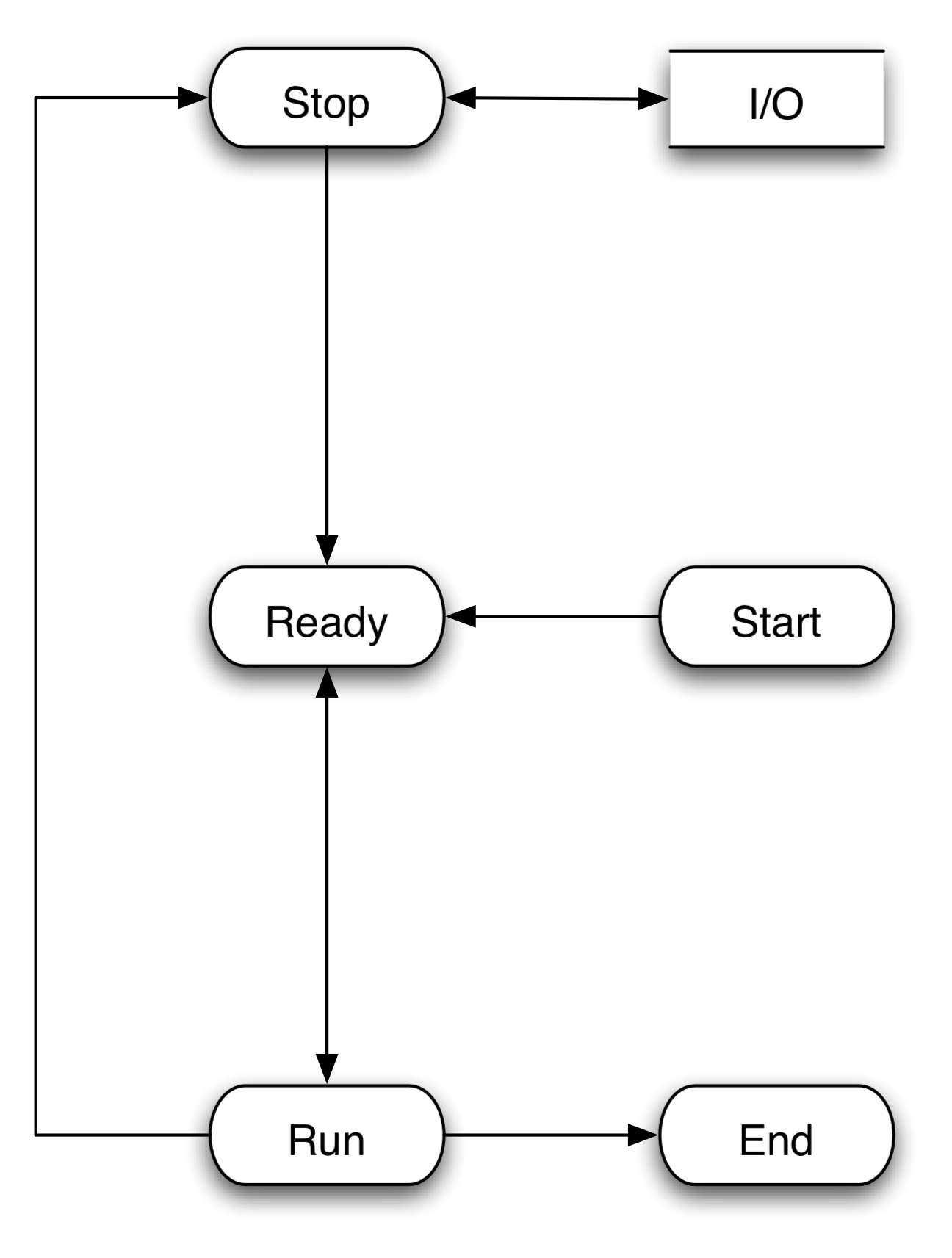
Schema di uno scheduler

Nel primo sono i processi che, spontaneamente, cedono il controllo al sistema non appena hanno terminato la singola operazione in corso; nel secondo è lo scheduler che ferma i processi allo scadere del tempo assegnato e trasferisce il controllo dall'uno all'altro:
- il cooperative multitasking assorbe meno risorse di calcolo e non ha quasi ritardo di commutazione per il cambio di task, e inoltre non richiede nessuna struttura hardware dedicata, il che rende possibile implementarlo su qualunque calcolatore; per contro è molto vulnerabile a errori nei programmi (in genere il crash di un processo fa cadere l'intero sistema) e l'isolamento fra processi è molto debole. È il modello usato dai vecchi sistemi.
- il preemptive multitasking necessita di CPU che implementino in hardware sia dei livelli di privilegio per l'esecuzione del codice, sia una logica specifica per il context switch, il cambio di task eseguito dallo scheduler. Poiché l'interruzione dei processi è arbitraria, al cambio di task il sistema operativo è costretto a salvare tutti o quasi i registri della CPU e ricaricarli con quelli salvati dal task che subentra, perdendo molto tempo. A fronte di queste maggiori richieste, il preemptive multitasking offre una sicurezza del sistema maggiore e una virtuale immunità ai crash di sistema causati da errori nei programmi. È il modello usato dai moderni sistemi operativi.

Lo scheduler scandisce dunque il tempo di esecuzione dei vari processi e assicura che ciascuno di essi venga eseguito per il tempo richiesto. Normalmente lo scheduler gestisce anche lo stato dei processi e può sospenderne l'esecuzione nel caso questi siano in attesa senza fare nulla, assegnando le risorse inutilizzate ad altri processi che le necessitano (esempio classico è la richiesta di dati da disco). Nei sistemi operativi realtime lo scheduler si occupa anche di garantire una timeline, cioè un tempo massimo di completamento per ciascun task in esecuzione, ed è notevolmente più complesso.

### Gestione input/output e periferiche
La gestione dell'input/output ovvero delle periferiche di sistema è attuata attraverso il meccanismo dell'interrupt da parte delle periferiche stesse che chiamano in causa il sistema operativo il quale opererà un cambiamento di contesto (context switch) all'interno del ciclo del processore assegnando al processore il compito di input/output richiesto. Un'altra modalità tipica di gestione delle periferiche, alternativa agli interrupt, è il polling.

### Gestore di memoria

Memoria virtuale gestita dal sistema operativo

Il gestore di memoria è la componente del sistema operativo che si occupa di gestire ed assegnare la memoria primaria ai processi che ne fanno richiesta immediatamente prima dell'elaborazione. La gestione della memoria è necessaria anche per tenere traccia di quanta memoria è impegnata e di quanta invece è disponibile per soddisfare nuove richieste: in mancanza di un sistema di gestione, si avrebbe prima o poi il caso nefasto di processi che ne sovrascrivono altri, con gli ovvi inconvenienti. Esso è eseguito dal MMU (Memory Management Unit) che alloca la memoria primaria richiesta dai programmi e dal sistema operativo stesso, salva sulla memoria di massa le zone di memoria temporaneamente non usate dai programmi (memoria virtuale) e garantisce che le pagine swappate vengano riportate in memoria se richieste.
Un altro buon motivo per registrare la memoria usata dai vari processi è il fatto che, in caso di errori gravi, i processi possono andare in crash e non essere più in grado di comunicare al sistema che la memoria che occupano può essere liberata: in questo caso è compito del gestore di memoria, dopo la terminazione anomala del processo, marcare come libere le zone di memoria possedute dal processo "defunto", rendendole disponibili per nuove allocazioni.
Per poter gestire i programmi, divenuti processi, è necessario che tutti gli indirizzi definiti in essi siano calcolati in forma relativa alla prima istruzione del programma (come se il programma dovesse essere caricato a partire dall'indirizzo 0 di memoria centrale). Al momento del caricamento, che può essere eseguito in qualsiasi zona libera della memoria, gli indirizzi relativi verranno sommati al primo indirizzo di effettivo caricamento, diventando così assoluti: INDIRIZZO ASSOLUTO = INDIRIZZO RELATIVO + INDIRIZZO DI PARTENZA. Una modalità/meccanismo tipico di gestione/assegnazione della memoria ai programmi/processi da parte del sistema operativo è il paging.
Nel caso il sistema disponga di un meccanismo di memoria virtuale, il gestore della memoria si occupa anche di mappare (indirizzare) la memoria virtuale offerta ai programmi sulla memoria fisica e sui dischi rigidi del sistema, copiando da memoria a disco rigido e viceversa le parti di memoria necessarie di volta in volta ai programmi, senza che i programmi stessi o gli utenti debbano preoccuparsi di nulla.
La memoria primaria contiene un vettore di migliaia di miliardi di byte ciascuno dei quali allocato tramite un indirizzo mentre le memoria cache seppur guidate da algoritmi logici sono normalmente gestite dall'hardware.

### Protezione della memoria
La protezione della memoria è un sistema per prevenire la corruzione della memoria di un processo da parte di un altro. Di solito è gestito via hardware ad esempio con una MMU, (Memory management unit) e dal sistema operativo per allocare spazi di memoria distinti a processi differenti.

### File system

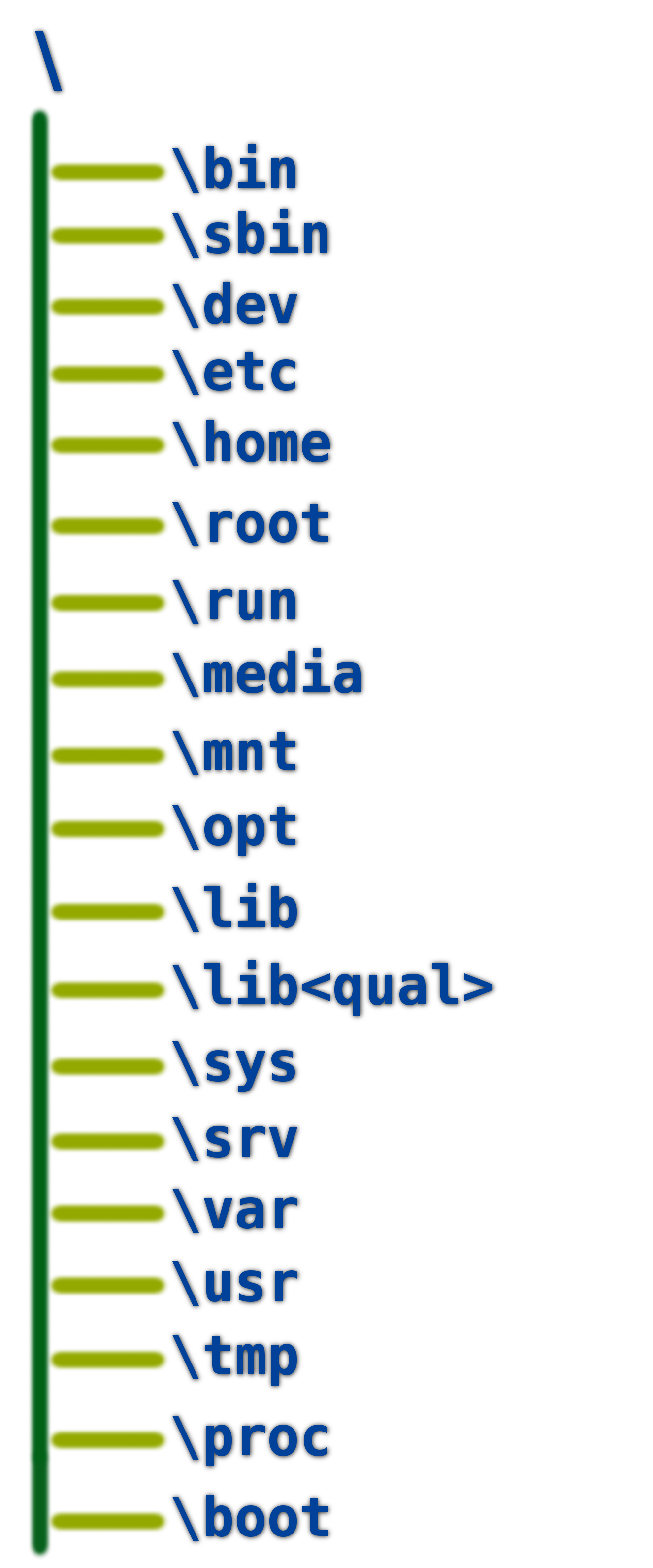
Filesystem Hierarchy Standard (Linux)

Un computer diventa infatti molto più utile ed efficace se dotato di una memoria di massa: per gestirla serve un gestore di file system, cioè un software che in sintesi è composto da un insieme di funzioni che permetta di organizzare e gestire (accesso o lettura, scrittura o memorizzazione, ordinamento) i dati sulla superficie dei mezzi di memorizzazione secondo una struttura ben precisa. I sistemi operativi che risiedevano su disco e capaci di gestire un file system sono detti genericamente Disk Operating System, per l'appunto, DOS. L'esemplare più famoso è senz'altro l'MS-DOS di Microsoft, oggi sostituito dall'interfaccia grafica Windows, ma che era alla base dei sistemi operativi Windows 95/98/Me. Ne esiste anche una versione libera compatibile con i suoi programmi, il FreeDOS, ed altre versioni come il DR-DOS.
Il file system si occupa dunque di esaudire le richieste di accesso alle memorie di massa. Viene utilizzato ogni volta che si accede a un file sul disco, e oltre a fornire i dati richiesti tiene traccia dei file aperti, dei permessi di accesso ai file. Inoltre si occupa anche e soprattutto dell'astrazione logica dei dati memorizzati sul computer (directory, ecc).
A seconda dei casi, un particolare sistema operativo può avere tutti questi componenti o solo alcuni. Un'ulteriore differenza fra i sistemi operativi è data dal tipo di comunicazione fra i vari componenti: i sistemi operativi classici sono basati su chiamate dirette di funzioni, mentre molti sistemi operativi moderni, soprattutto quelli che adottano microkernel, si basano sul message passing, sullo scambio di messaggi fra le loro varie parti e fra il sistema operativo e i programmi che fa girare.

### Interfaccia utente

File Explorer di Windows 11

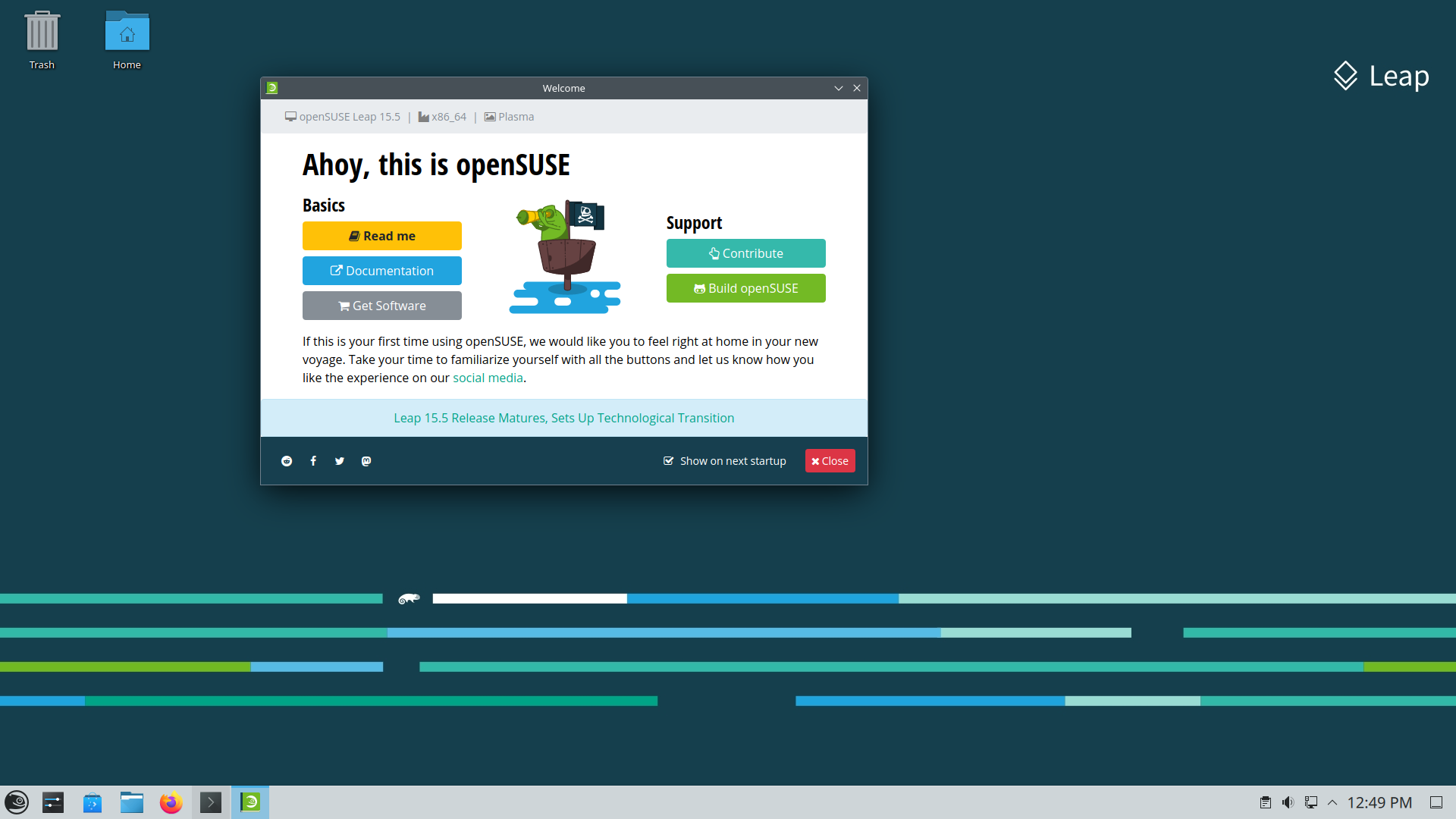
Un altro esempio di sistema operativo (basato su kernel Linux): openSUSE

Il secondo passo verso una migliore gestione del computer si ha con lo sviluppo di un'interfaccia utente separata dal kernel, un interprete di comandi che funzioni anche da interfaccia utente ovvero da Shell. Questa shell primitiva di solito funge anche da interprete per un linguaggio di programmazione: a seconda delle scelte dei progettisti del software può essere un vero linguaggio oppure un più semplice linguaggio di scripting con cui creare comandi batch. Era il tipico sistema operativo degli home computer degli anni 80, come il Commodore 64 e il Sinclair ZX Spectrum. L'interfaccia utente permette dunque all'utente di interagire con il computer. Esistono sostanzialmente due famiglie di interfacce utente: interfaccia a riga di comando e interfacce grafiche che forniscono, ad esempio, una scrivania (o desktop).

### Spooler di stampa
Lo spooler di stampa è stato storicamente il primo modulo esterno del sistema operativo ad essere implementato, per risolvere il problema della gestione delle stampe su carta. Infatti, essendo le stampanti elettromeccaniche dei dispositivi molto lenti, i primi programmi per elaboratore dovevano necessariamente sprecare molto tempo di CPU, estremamente prezioso all'epoca, per controllare la stampante ed inviarle i dati. Riceve dunque dai programmi i dati da stampare e li stampa in successione, permettendo ai programmi di proseguire senza dover attendere la fine del processo di stampa.
Quindi venne ideato un programma separato, che girava con una priorità molto bassa e che era visto dagli altri programmi come una normale stampante: in realtà invece lo spooler accumulava i dati che un programma doveva stampare in un'apposita area di memoria RAM, e poi si faceva carico del processo di stampa vero e proprio lasciando gli altri programmi liberi di continuare la loro esecuzione.
Il meccanismo fondamentale dello spooler di stampa è rimasto sostanzialmente invariato dai suoi albori fino ad oggi: con gli anni e con il progredire della tecnologia le modifiche più rilevanti sono state la capacità di gestire più stampanti selezionabili a piacere, e la capacità di gestire anche stampanti remote, collegate cioè non direttamente al computer su cui gira lo spooler ma ad altri elaboratori connessi via rete.

## Installazione e avvio
Tipicamente il sistema operativo, una volta installato sulla macchina, risiede nell'hard disk pronto ad essere caricato nella RAM durante la fase di avvio della macchina.

### Dual boot / multiboot
È possibile installare più sistemi operativi sulla stessa macchina in modalità dual boot, selezionando poi il sistema desiderato nella fase di avvio del PC attraverso il boot manager. Tutto ciò è possibile solo in virtù dell'operazione di partizionamento della memoria secondaria (hard disk) in più settori logici indipendenti dove ciascuno può ospitare un diverso sistema.

### Avvio
All'accensione del computer il BIOS, dopo la fase di POST, esegue nella cosiddetta fase di boot, attraverso il boot loader, il caricamento del kernel del sistema operativo dall'hard disk alla RAM, come qualunque programma, pronto ad essere eseguito dal processore, rendendo la macchina pronta all'uso da parte dell'utente. Nel caso di sistemi operativi ad interazione con l'utente questa fase, dopo il login iniziale da parte dell'utente stesso, tipicamente comporta anche il caricamento di tutte le impostazioni di configurazione (settings) e profilo utente inizializzando così lo spazio utente.

### Installazione applicativi
Quando non già direttamente presenti nel sistema originario, l'utente o l'amministratore può installare applicativi aggiuntivi desiderati ad uso personale o professionale.

## Amministrazione

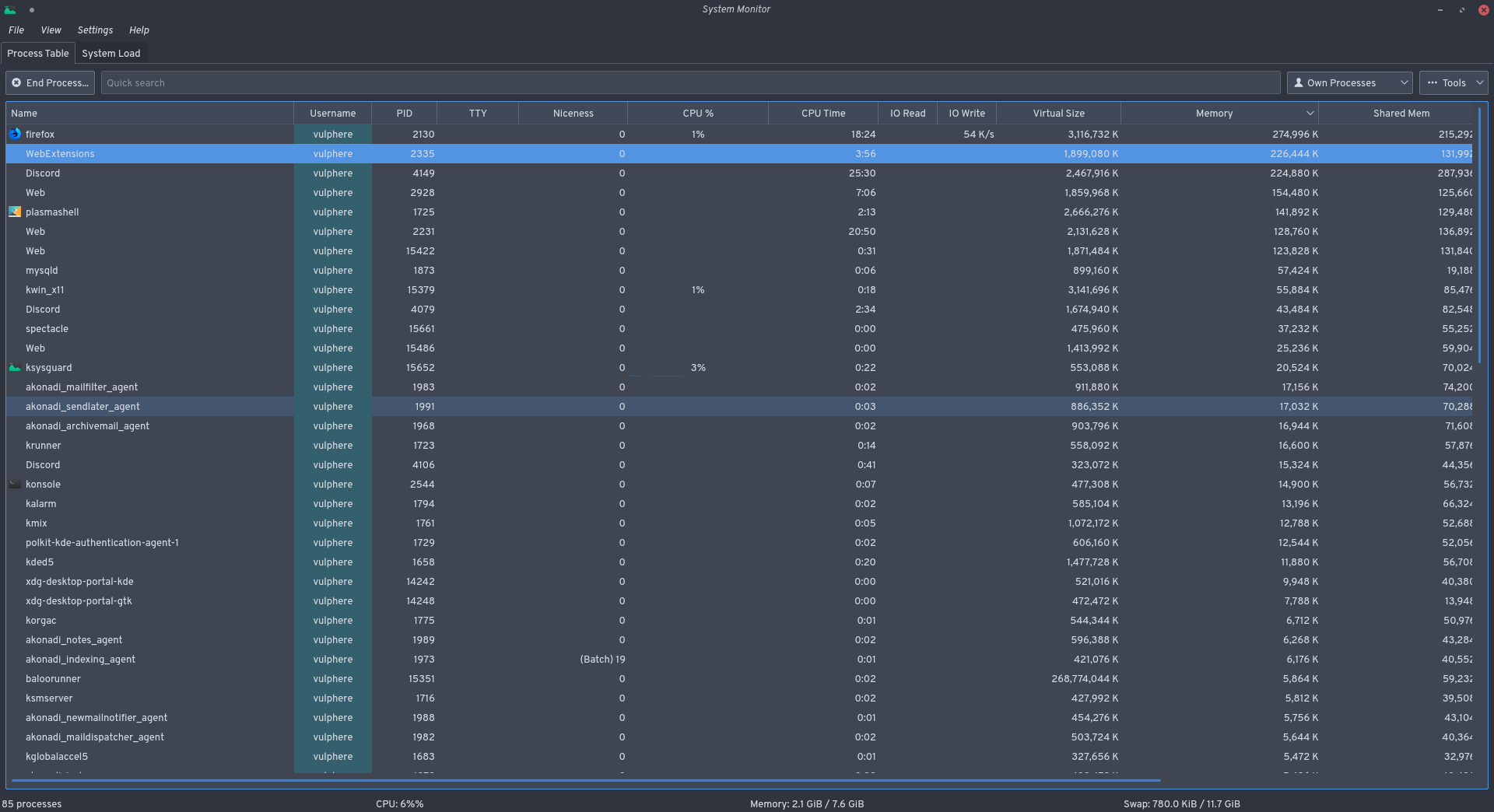
Task Manager

Pannello di controllo di Windows

Nei computer domestici usualmente l'amministratore del sistema operativo è l'utente stesso attraverso un opportuno profilo utente dedicato (Administrator su sistemi Windows e Root sui sistemi Unix-Linux). Nelle realtà aziendali i computer desktop e i server sono amministrati da team di sistemisti appositi gestendo e ripartendo tra di loro il carico di lavoro quasi sempre attraverso l'uso della riga di comando del terminale o attraverso il terminale virtuale.

### Task manager e pannello di controllo
Uno strumento molto utile per l'amministrazione è il task manager ovvero un programma, spesso presente di default sui sistemi operativi, utile per monitorare le risorse informatiche quali memoria RAM utilizzata e percentuale di utilizzo della CPU, nonché l'elenco di tutti i processi attivi in esecuzione e la possibilità di terminarli singolarmente. Molti sistemi mettono inoltre a disposizione per via grafica il cosiddetto pannello di controllo ovvero uno strumento di interfaccia grafica che consente di effettuare o rimuovere tutte le impostazioni di sistema (es. pannello di controllo di Windows).

### Sicurezza

#### Sistema dual-mode
Il sistema operativo lavora in due modalità, quella utente e quella di sistema o modalità kernel. Certe operazioni possono essere svolte solo e soltanto in modalità kernel cosicché nessun processo esterno al sistema operativo possa compierle.
La modalità kernel viene inoltre ristabilita da un timer basato su impostazioni legate al ciclo di clock della macchina qualora un processo mantenga la modalità utente troppo a lungo (si pensi ad un bug che crei un loop infinito). In questo modo nessun Processo (informatica) può mantenere il controllo della CPU per troppo tempo.

#### Gestione utenti

Windows Firewall

La multiutenza fa sorgere una serie di problemi dal punto di vista della sicurezza dei sistemi operativi ovvero come distinguere i vari utenti tra loro, come accertarsi che nessun utente possa causare danni agli altri o alla macchina che sta usando. Questi problemi di sicurezza informatica si risolvono assegnando un account univoco per ciascun utente, assegnando un proprietario ai file ed ai programmi e gestendo un sistema di permessi per l'accesso ad essi, e prevedendo una gerarchia di utenti (cioè di account) per cui il sistema rifiuterà tutti i comandi potenzialmente "pericolosi" e li accetterà soltanto se impartiti da un utente in cima alla gerarchia, che è l'amministratore del sistema.

#### Antivirus e firewall

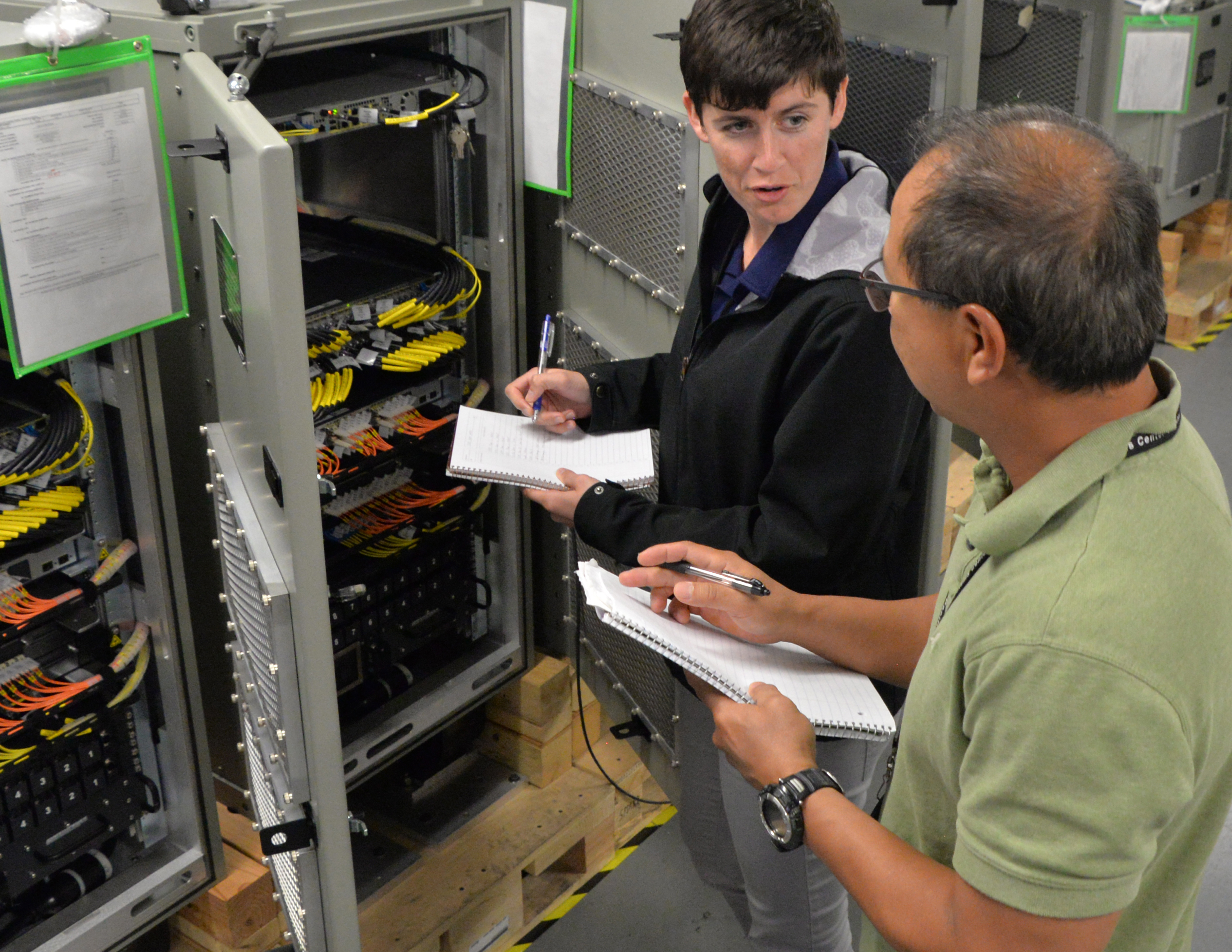
Sistemisti al lavoro in armadio rack

Alcuni sistemi operativi, tra cui i sistemi Microsoft Windows e MacOS, necessitano dell'installazione di opportuni antivirus o programmi anti-malware per scongiurare attacchi informatici al funzionamento e sicurezza del PC. I sistemi Unix-Linux non hanno bisogno di questo tipo di protezione essendo intrinsecamente più sicuri. Spesso è possibile installare e attivare anche opportuni firewall personali quando non è già presente un qualche tipo di firewall perimetrale nella rete. Questi programmi girano in background e tendono ad essere abbastanza pesanti ovvero tendono ad utilizzare risorse di memoria e processamento spesso non trascurabili.

### Aggiornamento
Un'attività tipica di amministrazione, spesso eseguita in maniera automatica, è quella dell'aggiornamento (update) di sistema attraverso patch scaricate periodicamente dal sito del produttore o da repository opportuni. Si tratta di porzioni di codice che una volta installate rendono più sicuro il sistema (patch di sicurezza) eliminando vulnerabilità intrinseche o rendendo più affidabile il funzionamento del PC (patch di sistema). Su Windows questi aggiornamenti vengono detti service pack. L'aggiornamento a una versione superiore di sistema è detto invece upgrade.

### Disinstallazione
A parte situazioni specifiche (ad esempio le macchine server IBM che hanno idonee procedure Uefi), i sistemi operativi non si possono disinstallare come si fa con gli altri programmi. Quello che si può fare è eliminare le partizioni in cui sono contenuti nonché cancellare le loro voci dal gestore di avvio dell'Uefi. Per eseguire questa operazione i possibili modi sono: agire da un altro sistema operativo in esecuzione, installato sulla macchina; utilizzare uno strumento di gestione unità e partizioni lanciato da sessione live; ricorrere ad una unità di installazione (anche del sistema operativo da eliminare) ma limitarsi a cancellare lo spazio occupato dal sistema operativo da disinstallare.
Solitamente, occorre successivamente riparare il gestore di avvio del sistema operativo principale in modo che venga cancellata la voce del sistema operativo eliminato e, se si vuole, carichi automaticamente in avvio tale sistema principale. Il modo migliore, in questi casi, è ricorrere ai comandi o strumenti del sistema operativo in oggetto, lanciato dall'ambiente di ripristino o, equivalentemente, di installazione.

## Sistemi operativi particolari

### Sistemi operativi per mainframe

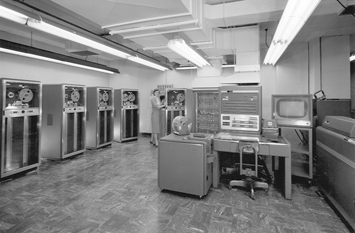
Esempio di mainframe

Il mainframe computer (ellissi utilizzata comunemente: mainframe) o sistema centrale è un tipo di computer caratterizzato da prestazioni di elaborazione dati di alto livello di tipo centralizzato, opposto dunque a quello di un sistema distribuito come un cluster computer. Tipicamente sono presenti in grandi sistemi informatici come i centri elaborazione dati o organizzazioni (pubbliche e private) dove sono richiesti elevati livelli di multiutenza, enormi volumi di dati, grandi prestazioni elaborative, unite ad alta affidabilità.
Le macchine IBM montano un sistema operativo proprietario IBM i ma esistono versioni di piattaforma con sistema Linux.

#### Linux per IBM Z e UNIX
I nuovi, più piccoli ed economici IBM Z insieme a Linux, si impongono come un'interessante alternativa ai server di tecnologia RISC o SPARC con Unix. Linux su macchine con tecnologia Mainframe (MF) sembra essere una soluzione tecnicamente adottabile sotto molti punti di vista:
- affidabilità e gestibilità derivanti da 40 anni di esistenza della piattaforma;
- la grande flessibilità e granularità degli ultimi modelli;
- un sistema operativo open source disponibile sull'IBM Z.

È quindi oggi possibile proporre un paragone tra Linux su IBM Z ed una macchina Unix. L'IBM Z fornisce, infatti, valore in molteplici aree:
- Economici: i prezzi sono rimasti invariati a fronte di un aumento delle capacità di calcolo;
- Utilizzo: gli IBM Z tipicamente girano ad un 80%-100% di utilization rate, mentre i server distribuiti performano intorno al 20%;
- Efficienza: sia da un punto di vista di spazio fisico che di consumi elettrici, l'utilizzo della piattaforma IBM Z porta notevoli risparmi in confronto a molteplici server distribuiti;
- Sicurezza: l'IBM Z offre soluzioni di sicurezza integrate per l'identity management, l'encryption facilities e la gestione semplificata delle chiavi di sicurezza.

Questi sono alcuni benefici unanimemente riconosciuti della piattaforma IBM Z. Ci sono anche molti motivi per adottare Linux su IBM Z:
- Standardizzazione: molte aziende già utilizzano Linux su piattaforme distribuite. Per coloro che utilizzano anche un IBM Z per le applicazioni principali, zLinux sarà una naturale evoluzione grazie ai risparmi economici che può portare. Infatti, non sono molte né complicate le attività sistemistiche necessarie a portare un'applicazione che gira su Linux su server distribuiti a zLinux;
- Consolidamento: molti server distribuiti Unix o Linux possono essere consolidati su un unico IBM Z, assicurando così notevoli vantaggi economici ed una piattaforma altamente affidabile, sicura e scalabile;
- Facilità: installare Linux su IBM Z è relativamente semplice; sono disponibili molteplici versione di Linux funzionanti su tali mainframe (SUSE, Red Hat, CentOS).

#### La gestione di complessi carichi di lavoro nell'IBM Z
Come tutte le tecnologie si sono evolute nell'ottica di poter ospitare carichi di lavoro specifici, una serie di tecnologie sono state integrate all'interno degli IBM Z per poter ospitare carichi di lavoro eterogenei tra loro all'interno della stessa elaborazione. Non è affatto inusuale constatare che un solo System z9 riesca a gestire applicazioni prettamente transazionali insieme ad applicazioni di Business Intelligence. Questo è dovuto ad un costante ammodernamento della piattaforma che ha cercato di mantenere come caratteristica fondamentale l'effettivo supporto a tutto ciò che la tecnologia aveva già prodotto.
In poche parole, se negli anni ottanta le applicazioni transazionali IMS erano perlopiù utilizzate in un mondo Mainframe, oggi, le applicazioni Java possono essere integrate all'interno di un'infrastruttura Z capace di mantenere le caratteristiche prestazionali della piattaforma transazionale tradizionale CICS ed IMS insieme a quelle generate dal nuovo carico di lavoro Java. Non solo. La quantità di dati prodotti nel tempo sono oggetto di analisi attraverso applicazioni che riescono a sfruttare le caratteristiche di "DataBase Machine" e di "I/O Rate" tipiche dell'IBM Z in generale. Non c'è, inoltre, da meravigliarsi se allo stesso tempo alcuni server Linux virtualizzati all'interno di uno z/VM espletano funzioni di servizi di rete infrastrutturali all'azienda (firewall, DHCP, dns).
Una caratteristica della tecnologia dell'IBM Z è l'abilità di supportare applicazioni di diversa natura attraverso tecniche intelligenti ed avanzate di gestione del workload progettate per ri-allocare le risorse del sistema in maniera automatica e dinamica in accordo con le priorità definite. È interessante inoltre comprendere come la definizione delle priorità non è un qualcosa di definito dal punto di vista meramente tecnologico bensì da uno studio "economico" del processo di business associato.

#### z/OS
Su sistemi IBM si è soliti trovare come sistema operativo z/OS.

### Sistemi operativi per server

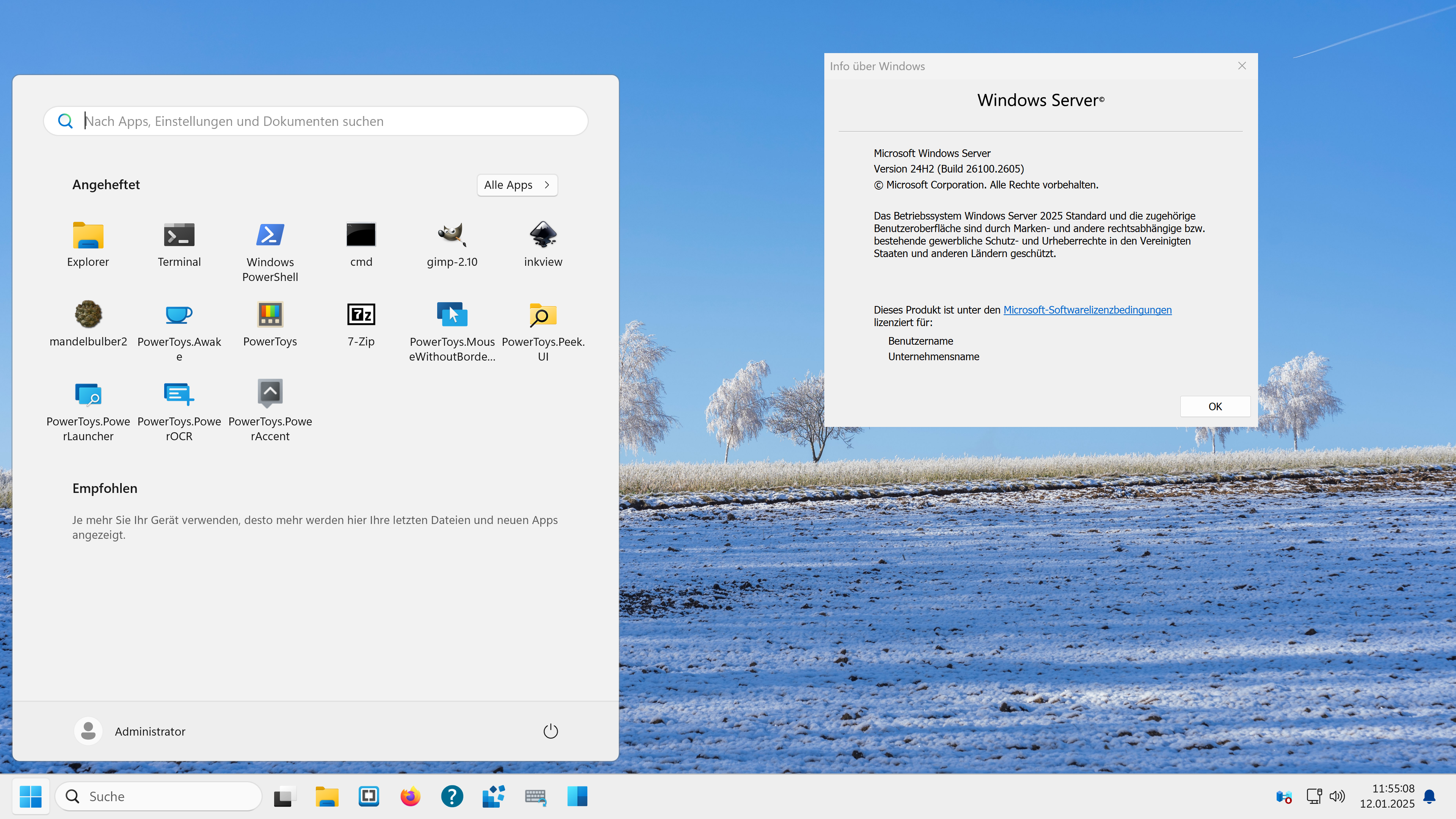
Schermata di Windows Server 2025

I sistemi operativi per server sono molti ma i più usati e più conosciuti sono generalmente:
- GNU/Linux, nelle distribuzioni Red Hat Enterprise Linux (RHEL), Suse Linux Enterprise Server (SLES), CentOS, Debian GNU/Linux, Ubuntu Server
- Windows Server di Microsoft
- macOS Server di Apple
- BSD e derivate: FreeBSD, OpenBSD, NetBSD
- Solaris di Sun Microsystems, ora Oracle
- HP-UX di Hewlett-Packard
- AIX di IBM

I sistemi operativi per server possono essere sia installati direttamente sull'hardware della macchina, sia virtualizzati sopra un hypervisor (es. una distribuzione Linux su VMware ESXi) il quale permette di sfruttare lo stesso server fisico per più server virtuali, ottimizzando la gestione delle risorse.
In diversi casi un sistema operativo può fungere da hypervisor e server allo stesso tempo, ad esempio Windows Server con Hyper-V che ospita altri sistemi Windows, oppure i Logical Domains (LDoms) di Solaris.
In applicazioni più specifiche, quali midrange e mainframe, è possibile trovare sistemi operativi più specifici e dedicati al processare alti volumi di record e transazioni: IBM AS/400, z/OS, z/TPF, oppure HP Integrity NonStop.

### Sistemi operativi per dispositivi mobili
Un sistema operativo per dispositivi mobili (in inglese "mobile OS") è un sistema operativo che controlla un dispositivo mobile con lo stesso principio con cui Mac OS, Unix, Linux o Windows controllano un desktop computer oppure un laptop.
Tuttavia affronta problematiche legate alla natura del dispositivo mobile, più critiche rispetto ad un desktop o un laptop; tra le tante: la limitatezza delle risorse (memoria, CPU), l'assenza di alimentazione esterna, differenti tecnologie per l'accesso a Internet (WiFi, GPRS, HSDPA...), nuovi metodi d'immissione (touch screen, minitastiere), ridotte dimensioni del display.

### Sistemi operativi realtime
Un sistema operativo realtime è un particolare tipo di sistema operativo, in grado di garantire una risposta entro un dato tempo limite (millisecondi o microsecondi) a qualunque evento esterno. Questo requisito porta a una diversa struttura del sistema: per esempio i sistemi realtime usano spesso il polling (meno efficiente, ma deterministico) invece degli interrupt per gestire le periferiche, e non hanno memoria virtuale.
I sistemi realtime si trovano spesso in ambito industriale, musicale o comunque dove sia necessario ottenere una risposta dal sistema in un tempo massimo prefissato. A loro volta i sistemi realtime si possono dividere in due categorie: hard e soft, a seconda dei tempi di risposta; un PC che faccia girare un gioco in 3D, per esempio, può essere considerato un sistema "soft-realtime".

### Sistema operativo online

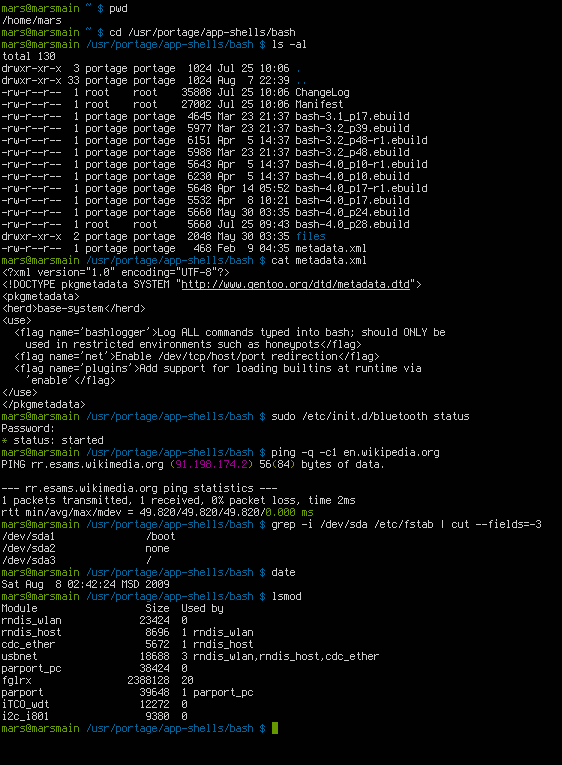
Riga di comando di Gentoo Linux

Mediante opportuni software, il sistema operativo può avere la funzionalità di desktop remoto, che consente tramite una connessione internet l'accesso al proprio elaboratore e a tutti gli applicativi e dati salvati in uno specifico momento. Tramite accesso remoto sono possibili le stesse operazioni che si possono fare stando davanti al proprio elaboratore. L'accesso è protetto da user e password che possono essere al limite condivisi da una comunità di utenti. In questo caso, il desktop remoto è un'evoluzione della tradizionale cartella condivisa. La cartella condivisa già permetteva la comunicazione di qualsiasi file, dunque anche di eseguibili, installabili da remoto in locale, oltreché di dati.

### Sistemi distribuiti in rete
Tra le varie ipotesi d'uso di un sistema operativo c'è anche la possibilità di gestione di un sistema distribuito in rete. In tal caso la computazione viene distribuita tra più computer collegati in rete tra loro. In questo modo le risorse e il carico computazionale vengono condivise e bilanciate, ottenendo una maggiore affidabilità e costi più contenuti nella scalabilità. Una configurazione funzionalmente simmetrica permette che tutte le macchine componenti abbiano lo stesso ruolo nel funzionamento del sistema e lo stesso grado di autonomia. Un'approssimazione pratica di questa configurazione è il clustering. Il sistema viene suddiviso in cluster semiautonomi, dove ognuno di essi, a sua volta, è costituito da un insieme di macchine e da un server cluster dedicato.